# Värö naturreservat
Värö är ett naturreservat i Norra Hestra socken i Gislaveds kommun i Jönköpings län.
Reservatet består av en ö i Algustorpasjön och omfattar 5,5 hektar.

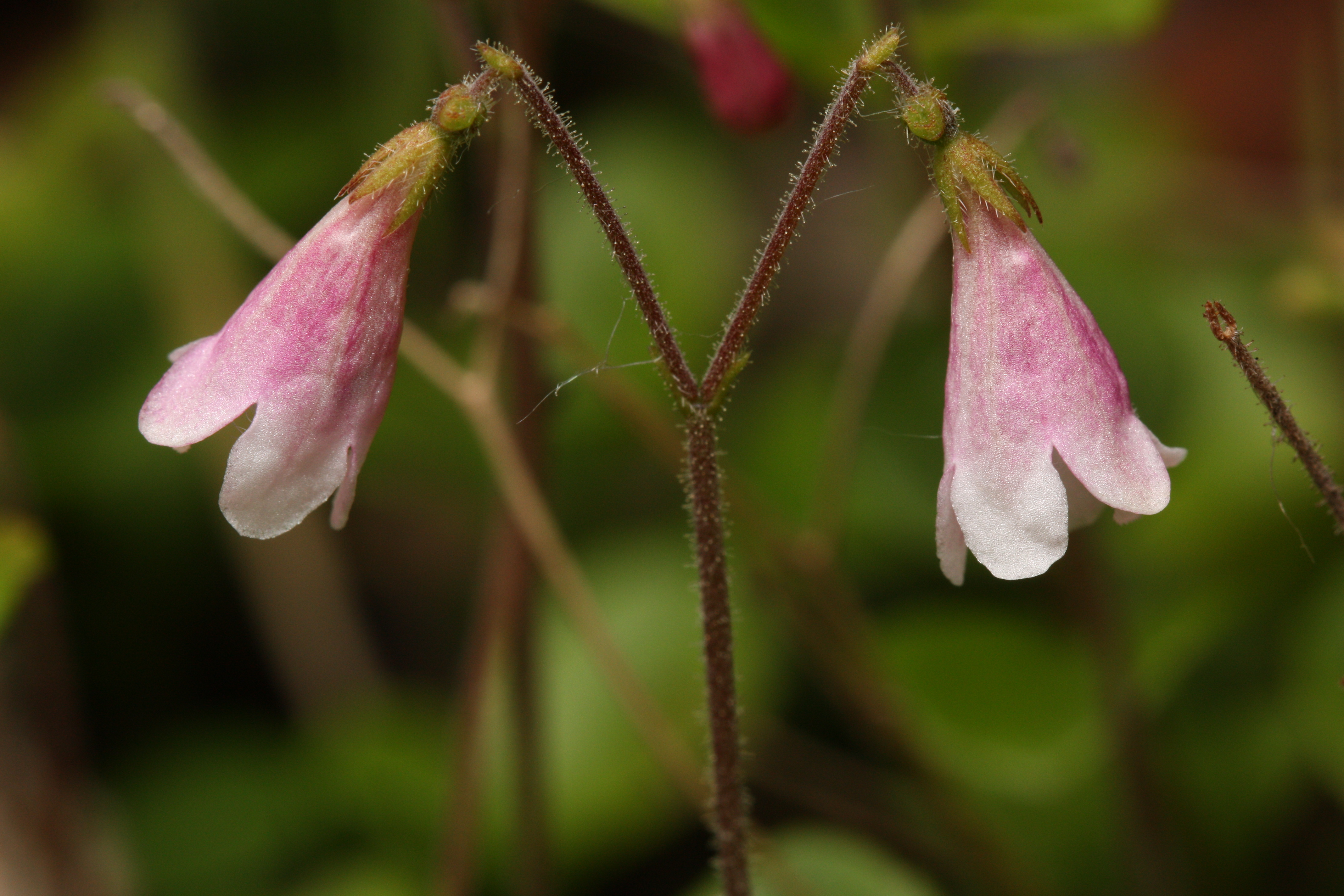
Linnea

Området är skyddat sedan 1979 och består av en hög skogbevuxen kulle. Här finns även en lövskogsbacke där landskapsblomman linnéa flitigt förekommer. Andra växter som förekommer är bland annat mosippa, tallört och knärot.
Alldeles intill ligger Isabergs och Ettös naturreservat.